# Mariana Nicolesco
Mariana Nicolesco, també coneguda com a Nicolescu (Găujani, Província de Giurgiu, 28 de novembre de 1948) és una soprano operística romanesa.

## Carrera
Nascut en Găujani, Província de Giurgiu, i va estudiar violí a l'Institut de Música de Brașov i cant al Conservatori de Música de Cluj-Napoca, abans de guanyar una beca per assistir a l'Accademia Nazionale di Santa Cecilia de Roma, on va tenir com a professora a Jolanda Magnoni. Va rebre també classes de Rodolfo Celletti i d'Elisabeth Schwarzkopf.
Després de graduar-se en 1972, i havent-hi guanyat el concurs Voci Rossiniane de Milà, el director estatunidenc Thomas Schippers la va convidar a Cincinnati a interpretar el paper de Mimì en La Bohème de Puccini. Més tard va ser convidada per Luchino Visconti per participar en el Don Carlos de Verdi al Teatro dell'Opera di Roma. Va fer el seu debut al Metropolitan Opera de Nova York en 1978, fent la Violetta de La traviata de Verdi, una funció que ha interpretat més de 200 vegades. Després va fer la Gilda de Rigoletto de Verdi (1978) i la Nedda de Pagliacci de Ruggero Leoncavallo (1978-1986).
Va cantar en teatres d'òpera més important del món, com ara La Scala de Milà, on va tenir el seu debut en l'estrena mundial de La Vera Storia de Luciano Berio (1982) i més tard va aparèixer en The Stone Guest (el convidat de pedra) (paper de Donna Anna) de Dargomyzhsky (1983), Lucio Silla (Cinna) de Mozart (1984), Rèquiem polonès de Penderecki (1985), Orfeo (Euridice) de Luigi Rossi (1985), Un re in ascolto (paper principal) de Berio (1986), Don Giovanni (Donna Elvira) de Mozart (1987, 1988, i 1993), Fetonte (Reina Climene) de Jommelli (1988), Alcyone i Alyssa de Ravel (1990) i tres recitals (1988, 1993).
Va actuar en el Gran Teatre del Liceu en desembre de 1978 interpretant La traviata juntament amb Ottavio Garaventa, Joan Pons, María Uriz, Cecília Fondevila i altres. Va tornar per interpretar el mateix paper el gener de 1981, aquest cop amb Vincenzo Bello, Antonio Blancas, Cecília Fondevila i altres.
Mariana Nicolesco va interpretar un ampli repertori de barroc, belcanto i verisme, i música contemporània, sent descrita com "una personalitat aclaparadora amb una veu vibrant". Punts destacats del seu repertori són les interpretacions de Marzelline de Fidelio de Beethoven, Elettra en Idomeneo, Vitellia en La clemenza di Tito de Mozart, Beatrice di Tenda de Bellini, Anna Bolena, Maria Stuarda, Reina Elisabeth I en Roberto Devereux, Maria di Rohan de Donizetti, Amelia de Simon Boccanegra, Desdemona en Otello, Leonora en Il trovatore, Luisa en Luisa Miller de Verdi, Marguérite en Faust de Gounod, Tatyana en Eugeni Oneguin de Txaikovski, Liù en Turandot de Puccini, Marina en Dimitrij de Dvořák.
Va aparèixer en produccions signades Giorgio Strehler, Patrice Chéreau, Luca Ronconi, Jean-Pierre Ponnelle, Franco Zeffirelli, Pier Luigi Pizzi, Jonathan Miller i ha estat dirigida pels directors Carlo Maria Giulini, Wolfgang Sawallisch, Riccardo Muti, Seiji Ozawa, Lorin Maazel, Peter Maag, Georges Prêtre, Giuseppe Patané, Alberto Zedda, Colin Davis i Guennadi Rojdéstvenski. Ha actuat sales de concerts del prestigi del Carnegie Hall de Nova York, Royal Festival Hall de Londres, l'Accademia di Santa Cecilia de Roma, el Concertgebouw d'Amsterdam, la Musikverein de Viena, la Sala Pleyel de París, la Gran Sala del Conservatori de Moscou i als festivals de Salzburg, Rossini Opera Festival de Pesaro, Maggio Musicale Fiorentino, Martina Franca Fesival, Festival Casals de Puerto Rico. Convidada pel Papa Joan Pau II, va cantar la cançó romanesa Carols en el Primer Concert de Nadal del Vaticà (1993) i la part de soprano en l'estrena mundial de la Simfonia núm. 7 de Krzysztof Penderecki (Set Portes de Jerusalem), composta per Mariana Nicolesco (1997).
Va tornar a Romania en 1991, després de la revolució romanesa de 1989, cantant per primer cop en un escenari del seu país en un concert al Ateneu Romanès de Bucarest. Pel fet de què es van vendre unes 10.000 entrades, Nicolesco va haver de donar tres funcions consecutives. Va crear al Fundació Internacional Ateneu Romanès i va donar en 1994 un piano de concert Steinway. En 1995, Mariana Nicolesco va iniciar el Concurs de Cant i Festival Internacional Hariclea Darclée. Entre edicions del concurs ofereix Master Classes als artistes joves. Va obtenir pels esdeveniments Darclée el patronatge High UNESCO. En 2003 va crear el Festival Nacional Romanès i Concurs de Cançons. En l'Any Internacional George Enescu, proclamat per la Unesco (2005), va presentar en estrena mundial les cançons completes del compositor al Japó, tant a l'Exposició Mundial d'Aichi com en Nagoya i Tòquio, en Praga, Paris, Roma i Nova York. En 2014 va ser escollida membre del jurat del Concurs Internacional de Cant de la Xina, amb 430 competidors de 41 països.

## Honors
Es Membre Honorari de l'Acadèmia Romanesa des de 1993, Oficial de l'Orde de les Arts i les Lletres de França (2000), Ph.D. i Doctor Honoris Causa de l'Academia de Música Gheorghe Dima de Cluj-Napoca (1996), té l'Orde de l'Estrella de la Solidaritat Italiana (2004) i l'Orde de l'Estrella de Romania, en el rang de Creu Magnífica (2008). Ha estat també anomenada Artista per la Pau de la UNESCO (2005), Ambaixadora de Bona Voluntat de la UNESCO, va ser elegida la Dona Més Exitosa de Romania (2004) i va rebre el Premi Especial Kultur Preis Europa de Sibiu, Capital Europea de Cultura (2007). És una Ciutadana Honoraria de Bucarest (1991),
de Cluj Napoca (1994), de Brăila (1995) i de Brașov (1999).
Nicolesco està casada amb el crític d'art i historiador d'art Radu Varia.

## Discografia
| Any  | Títol                                      | Rol               | Intèrprets                                          | Director Orquestra                                        | Directe / Estudi | Segell                          |
| ---- | ------------------------------------------ | ----------------- | --------------------------------------------------- | --------------------------------------------------------- | ---------------- | ------------------------------- |
| 1981 | Meyerbeer: Gli amori di Teolinda (cantata) | —                 | Nicolesco                                           | Wolfgang Gönnenwein Orquestra del Festival de Ludwigsburg | Directe          | Pro Arte                        |
| 1983 | Puccini: La rondine                        | Lisette           | Te Kanawa Domingo, Nicolesco, Nucci i altres        | Lorin Maazel Orquestra Simfònica de Londres               | Directe          | CBS Records                     |
| 1987 | Bellini: Beatrice di Tenda                 | Beatrice di Tenda | Nicolesco, Toczyska, Cappuccilli, La Scola i altres | Alberto Zedda Orquestra Filharmònica de Montecarlo        | Directe          | Rizzoli Records Sony 1995, 2009 |
| 1987 | Mozart: Les noces de Fígaro                | Marcellina        | Hynninen, Price, Battle, Nicolesco i altres         | Riccardo Muti Orquestra Filharmònica de Viena             | Directe          | EMI                             |
| 1987 | Ravel: Alyssa and Alcyone (cantatas)       | —                 | Nicolesco, Denize, Meens, Glashof                   | Hubert Soudant Simfònica de Bamberg                       | Directe          | Rizzoli Records                 |
| 1988 | Donizetti: Maria di Rohan                  | Maria             | Nicolesco, Morino, Coni, Franchi i altres           | Massimo de Bernart Orquestra Internacional d'Itàlia       | Directe          | Nuova Era reeditat 1991         |
| 1990 | Verdi: Simon Boccanegra                    | Maria Boccanegra  | Bruson, Nicolesco, Sabbatini, Scandiuzzi i altres   | Roberto Paternostro Orquestra Simfònica de Tòquio         | Directe          | Capriccio reeditat 2005         |